# Nepenthes hamata
Espèce
Classification phylogénétique
Statut de conservation UICN

 LC  : Préoccupation mineure
Nepenthes hamata est une espèce de plantes carnivores à piège passif, endémique de Sulawesi.
La couleur des urnes varie du vert clair pour les plus hautes au brun en passant par le rouge pourpre.
Comme pour tous les Nepenthes, le piège est formé par une excroissance du limbe des feuilles formant  une urne protégée par un opercule. Le péristome présente de fortes excroissances en forme de  crocs, ce qui lui vaut son nom d'espèce (du latin hamatus, crochet). La fonction de ces crochets est discutée; une hypothèse est celle du maintien à l’intérieur des urnes des escargots, les crochets étant trop serrés pour permettre le passage de la coquille.
Bien que leur aspect spectaculaire soit attractif pour les amateurs, la culture en est délicate en particulier du fait de la fragilité des racines. Comme la plupart des plantes issues des forêts tropicales humides, Nepenthes hamata préfère une hygrométrie forte bien qu'une acclimatation à un taux d'humidité moins fort soit possible.